# 춘천도시공사
춘천도시공사는 강원도 춘천시 소재의 지방 공기업이다.
- 설립근거: 지방공기업법 제77조의 3(설립) 및 춘천도시공사 설립 및 운영에 관한 조례

## 연혁
- 2011. 03.02 춘천도시공사 설립
- 2014. 11. 21 춘천도시공사와 춘천시체육진흥재단 통합